# 休倫鎮區 (北達科他州卡弗利爾縣)
休倫鎮區（英語：Huron Township）是位於美國北達科他州卡弗利爾縣的一個鎮區。

## 地方資料
休倫鎮區的面積為93.45平方千米，當中陸地面積為92.41平方千米，而水域面積為1.04平方千米。根據2020年美國人口普查的數據，當地共有人口29人，而人口密度為每平方千米0.31人。